# 巴特科尔格鲁布
巴特科尔格鲁布是德国巴伐利亚州的一个市镇。总面积32.58平方公里，总人口2551人，其中男性1249人，女性1302人（2011年12月31日），人口密度78人/平方公里。

## 旅游
巴特科尔格鲁布位于斯塔费尔湖畔穆尔瑙以西 12 公里（7.5 英里）处，奥伯阿默高以北 8 公里（5.0 英里）处，通过阿梅尔高铁路将两者相连。
滑雪设施包括 4 个滑雪缆车、4 个滑雪道和 30 公里（19 英里）的越野滑雪道。 城镇南部的缆车（1954 年启用）通向 Hörnle 山顶（1,547 米/5,075 英尺）下方的 Hörnlehütte 。